# 瑟通
瑟通（法語：Ceton，法語發音：[sətɔ̃] ⓘ）是法国奥恩省的一个市镇，位于该省东南部，属于莫尔塔涅欧佩什区。

## 地理
瑟通（48°13'34"N, 0°45'0"E）面积59.39 平方千米，位于法国诺曼底大区奧恩省，该省份为法国西北部内陆省份，北起顺时针与卡爾瓦多斯省、厄尔省、厄尔-卢瓦省、萨尔特省、马耶讷省和芒什省接壤。
与瑟通接壤的市镇（或旧市镇、城区）包括：科尔姆、泰利尼、莱塞蒂约、圣博梅、瓦勒欧佩什、阿沃泽、谢雷欧。

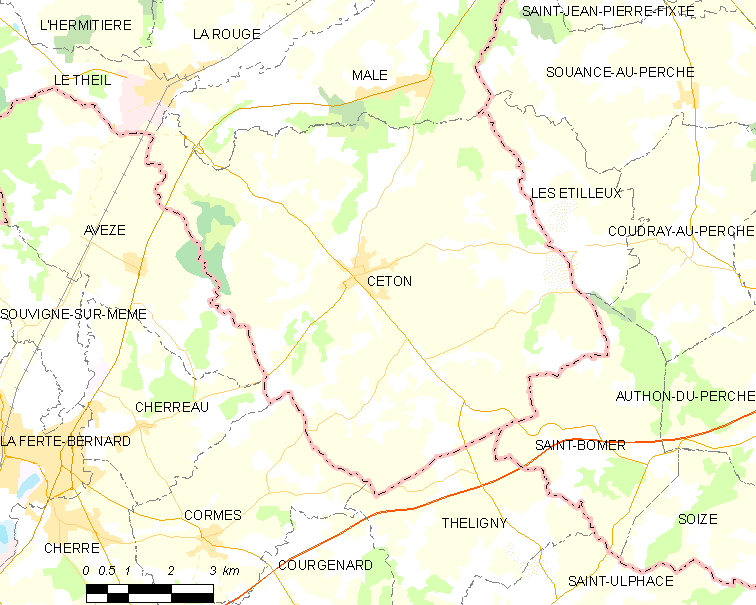
瑟通的OSM定位图

瑟通的时区为UTC+01:00、UTC+02:00（夏令时）。

## 行政
瑟通的邮政编码为61260，INSEE市镇编码为61079。

## 政治
瑟通所属的省级选区为瑟通县。

## 人口

1962-2008年间瑟通人口变化图示

瑟通于2022年1月1日时的人口数量为1765人。